# RMX WORKS from Cyber TRANCE presents ayu TRANCE 3
ayumi hamasaki RMX WORKS from Cyber TRANCE presents ayu TRANCE 3 – piętnasty remiksowy album Ayumi Hamasaki. Album został wydany 25 września 2003. Znalazł się na #14 miejscu w rankingu Oricon. Sprzedano 56 000 kopii.

## Lista utworów
| #  | Tytuł                                    | Remix | Czas |
| -- | ---------------------------------------- | --- | ---- |
| 1  | "WE WISH" "Ramon Zenker remix"           | Ramon Zenker, Guitars by Joern Friese                                                                                                | 4:53 |
| 2  | "Real me" "Megara vs DJ Lee remix"       | Nils Karsten and Micheal-Lee Bock aka DJ LEE, at VAN DER KARSTEN Studio Hamburg, Germany.                                            | 4:16 |
| 3  | "Voyage" "Dirt Devils remix"             | Jono Grant, Paavo Siljamaki & Tony McGuinness for Involved Productions.com                                                           | 4:08 |
| 4  | "everywhere nowhere" "Norman Bass remix" | Norman Bass, Thomas Woznik, Guido Kramer, Dennis Bierbredt and Jürgen Dohr at Damage-Control Studios for Plastic Studio Productions. | 3:20 |
| 5  | "Naturally" "Wippenberg remix"           | Olaf Dieckmann for Wippenberg Musicproduction Krefeld / Germany                                                                      | 4:36 |
| 6  | "July 1st" "Flip & Fill remix"           | Flip & Fill | 3:44 |
| 7  | "Dolls" "Future Breeze remix"            | Martin Hensing, John Leonardo Lepore, Markus Boehme                                                                                  | 4:51 |
| 8  | "Heartplace" "Lab-4 remix"               | Lab-4 | 4:37 |
| 9  | "NEVER EVER" "Decoy & DJ Bonka remix"    | Decoy & DJ Bonka | 5:31 |
| 10 | "Endless sorrow" "VooDoo & Serano remix" | VooDoo & Serano for Bass Bumpers Music at Studio I                                                                                   | 4:24 |
| 11 | "Connected" "Talla 2XLC remix"           | Talla 2XLC, GREY & FROST @ Voi-Studio Schluchtern                                                                                    | 3:54 |
| 12 | "HANABI" "Lange remix"                   | Lange. Additional keyboards by Lange                                                                                                 | 3:38 |
| 13 | "independent" "Cyber NATION remix"       | Cyber NATION | 4:12 |